# سیارک ۱۹۰۸۱
سیارک ۱۹۰۸۱ (به انگلیسی: 19081 Mravinskij، نامگذاری:1973SX2) نوزده هزار و هشتاد و یکمین سیارک کشف شده‌است که در ۲۲ سپتامبر ۱۹۷۳ کشف شد.
قدر مطلق سیارک برابر ۴۰.۷ است.